# Thilo Maatsch
Thilo Maatsch, né le 13 août 1900 à Brunswick (Basse-Saxe) et mort le 12 mars 1983 à Königslutter am Elm, est un artiste plasticien allemand, membre du mouvement constructiviste. En 1918, il participe à la fondation du Novembergruppe regroupant les artistes progressistes.
Beaucoup de ses travaux sont composés de surfaces pures, et c'est seulement si on considère l'ensemble, qu'une masse apparaît. 

## Expositions
- 1925: "Gesellschaft der Freunde junger Kunst" avec Jahns et Molzahn
- 1925-1932: Participation à l'exposition Großen Berliner Kunstausstellung
- 1927: Galerie "Der Sturm"
- 1931: Kunsthalle Dörbrandt, Braunschweig

- 1971: "Deutsche Avantgarde 1915–35",
- 1972: "Rationale Spekulationen", Mönchengladbach
- 1973: "The Non-Objective World 1914-1955", London
- 1977: "Tendenzen der 20er Jahre", Berlin
- 1978: "Avant-Garde der konstruktiven Kunst", Galerie Schreiner, Basel
- 1979: Retrospektive im Städtischen Museum in Braunschweig

- 1991: "Thilo Maatsch: Werke 1920 - 1980", Galerie Reichard, Frankfurt

## Littérature
- Carl Laszlo: Thilo Maatsch, 1. Verlag Panderma, Basel 1974.
- Peter Lufft: Der Maler Thilo Maatsch. Städtisches Museum, Braunschweig 1979.
- Thilo Maatsch, Werke 1920 – 1980. Galerie Reichard, Frankfurt/Main 1991,  (ISBN 3-927335-07-X).